# Otto Budde

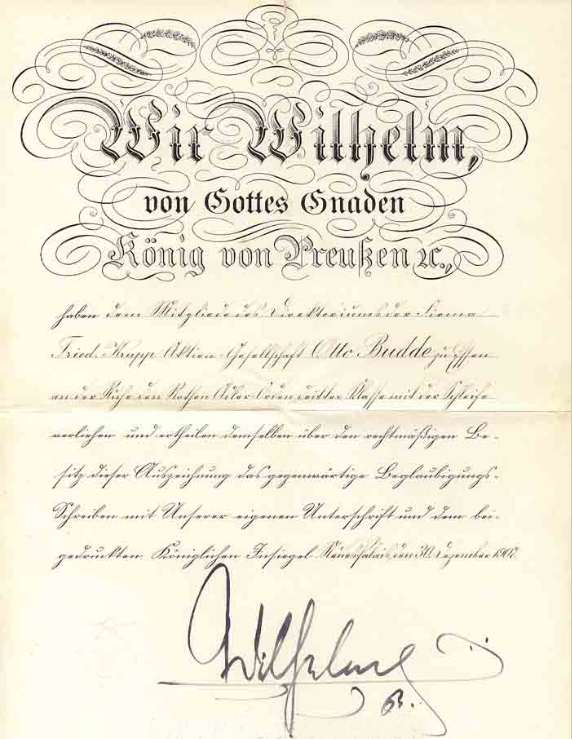
Verleihungsurkunde eines Ordens für Otto Budde mit Unterschrift des Kaisers

Otto Carl Ernst Budde (* 15. Juni 1848 in Bensberg; † 14. Dezember 1909 in Essen) war ein deutscher Maschinenbauingenieur und Industriemanager. Zusammen mit seinem Bruder Karl Budde beschenkte er das Folkwang-Museum mit einer Sammlung.

## Leben
Otto Budde studierte an der Eidgenössischen Technischen Hochschule Zürich Maschinenbau und absolvierte danach ein Volontariat. Ab 1873 arbeitete er bei Krupp. 1885 brachte Krupp eine von Otto Budde verfasste Schrift Über das Durchschlagen von Panzerplatten heraus. Budde gehörte schließlich dem Krupp-Direktorium an und leitete, nachdem er ab 1888 Assistent des Ressortchefs gewesen war, die Belange des Kanonenressorts I und einen Teil des Kanonenressorts II, 1908 schied er aus dem Vorstand aus.
Von 1876 bis 1878 war Budde auch Vorsitzender der Geschäftsführung des Vereins zur Überwachung der Dampfkessel in den Kreisen Elberfeld und Barmen, dem Vorläufer des heutigen TÜV Rheinland. Er hatte das Amt von Gustav Schlieper jun. übernommen, der den Verein 1872 gegründet hatte.
1907 erhielt die Bibliothek des Folkwang-Museums eine umfangreiche Stiftung der Brüder Otto und Karl Budde. Dazu gehörte auch die heute separat aufgestellte Ludwig-Richter-Bibliothek, die etwa 750 Bände umfasst. Ein weiterer Bruder Otto Buddes war Hermann von Budde.
Budde wurde für sein Wirken mehrfach ausgezeichnet. So wurde ihm 1906 der preußische Kronenorden II. Klasse und im Jahr darauf der preußische Rote Adlerorden III. Klasse mit Schleife verliehen. Er trug außerdem den Friedrichs-Orden, den bulgarischen St. Alexander-Orden II. Klasse, den niederländischen Orden von Oranien-Nassau III. Klasse, den schwedischen Wasaorden II. Klasse und andere.

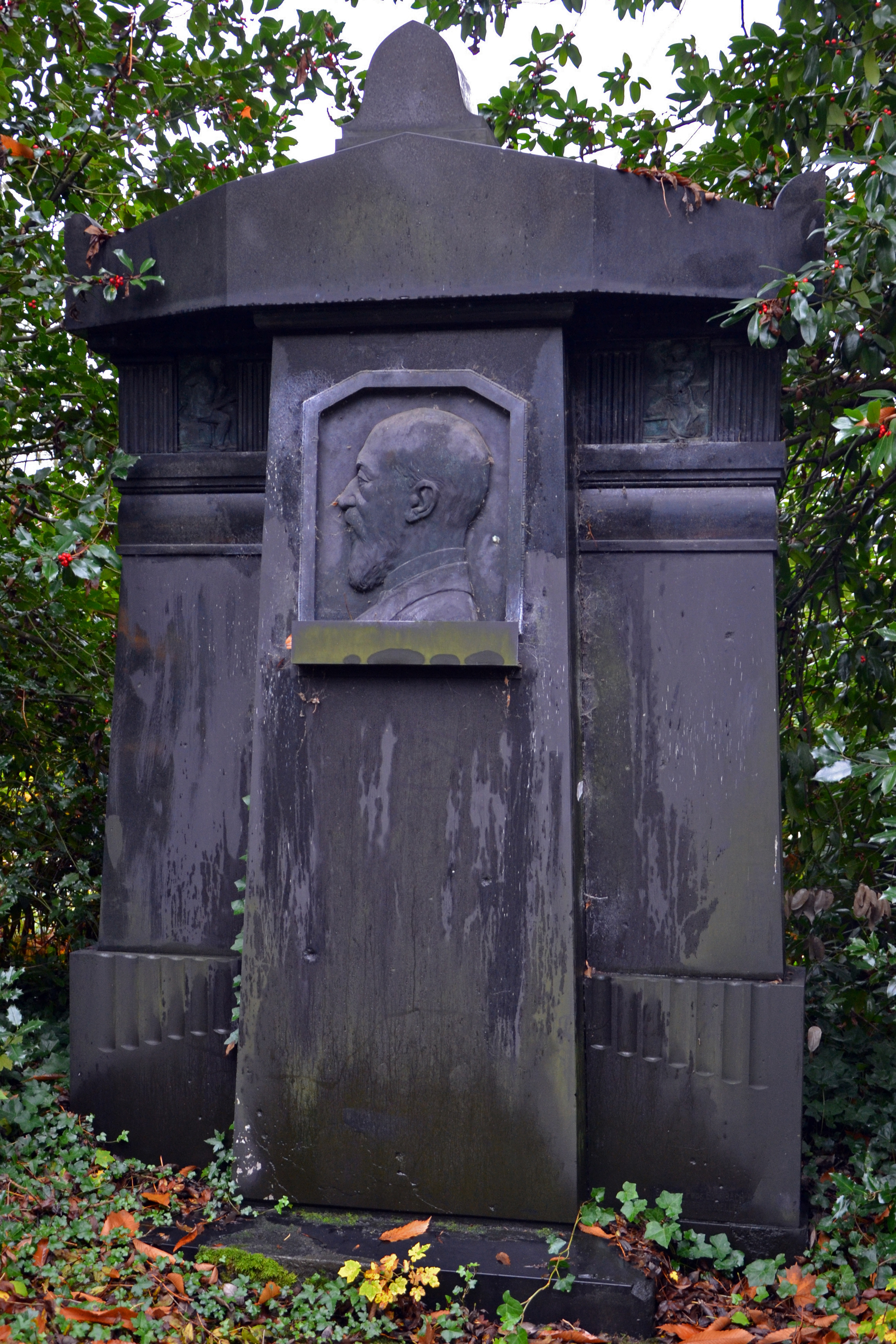
Grabmal auf dem Ostfriedhof Essen, die metallene Gedenktafel unterhalb des Bildnisses wurde entwendet

Seine Beisetzung fand auf dem Friedhof am Kettwiger Tor statt. Das Grab wurde nach dessen Schließung 1955 auf den Essener Ostfriedhof umgebettet.